# انجمن صنفی کارگردانان تئاتر ایران
انجمن صنفی کارگردانان تئاتر ایران در وزارت کار و امور اجتماعی و وزارت فرهنگ و ارشاد اسلامی به ثبت رسیده و اولین انجمن رسمی و قانونی و مستقل ایران است.

## مأموریت
انجمن صنفی سراسری کارگردانان تئاتر ایران یک نهاد صنفی است که برای استیفای حقوق و خواسته‌های مدنی و قانونی اعضای خود، ارتقای سطح مهارت‌های حرفه‌ایی اعضا و آموزش صنفی شکل گرفته و در راستای ارتقای کیفیت خدمات‌دهی در امور صنفی، رفاهی، حقوقی و اداری اعضا خود عمل می‌کند.

## اعضای هیئت مدیره
- عضو اصلی و رئیس هیئت مدیره: شهرام گیل‌آبادی[۱۱]
- عضو اصلی و نایب رئیس هیئت مدیره: بهزاد فراهانی
- عضو اصلی و نایب رئیس هیئت مدیره: محمد رحمانیان
- عضو اصلی و هیئت مدیره: حسین کیانی
- عضو اصلی و دبیر هیئت مدیره: احسان حاجی‌پور
- عضو اصلی و خزانه دار: هادی عامل
- عضو اصلی هیئت مدیره: آرش دادگر
- عضو علی‌البدل اول: نبی اله (مجید) گیاهچی
- عضو علی‌البدل دوم: شکر خدا گودرزی
- بازرس: احسان فکا
- بازرس علی‌البدل: مجید کریمی

## رویداد
مراسم «شب کارگردانان تئاتر» به همت انجمن صنفی کارگردانان تئاتر ایران و طبق سنت هر ساله برگزار می‌شود. در این آیین، با هدف پاسداشت تلاش‌های مستمر و تأثیرگذار در عرصه کارگردانی تئاتر، از برخی چهره‌های شاخص این حوزه تجلیل به عمل می‌آید.
یکی از بخش‌های این مراسم، اهدای «مدالیوم انجمن صنفی کارگردانان تئاتر» به یکی از کارگردانانی است که سال‌ها فعالیت هنری در تئاتر ایران داشته‌اند.